# Robert Ménard (réalisateur)
Pour les articles homonymes, voir Robert Ménard et Ménard.
Robert Ménard est un réalisateur, producteur et scénariste québécois.

## Filmographie

### Comme producteur
- 1976 : Parlez-nous d'amour
- 1979 : Éclair au chocolat
- 1982 : Une journée en taxi
- 1989 : Cruising Bar
- 1990 : T'es belle Jeanne
- 1991 : Amoureux fou
- 1995 : L'Enfant d'eau
- 1999 : Le Polock (série télévisée)
- 2000 : Chartrand et Simonne (série télévisée)
- 2002 : Jean Duceppe (série télévisée)
- 2008 : Cruising Bar 2
- 2010 : Reste avec moi
- 2012 : Les Pee-Wee 3D : L'hiver qui a changé ma vie

### Comme réalisateur
- 1982 : Une journée en taxi
- 1985 : Un amour de quartier (série télévisée)
- 1989 : Cruising Bar
- 1990 : T'es belle Jeanne
- 1990 : L'Homme de rêve
- 1991 : Amoureux fou
- 1995 : L'Enfant d'eau
- 1999 : Le Polock (série télévisée)
- 2002 : Jean Duceppe (série télévisée)
- 2008 : Cruising Bar 2
- 2009 : Le Bonheur de Pierre
- 2010 : Reste avec moi

### Comme scénariste
- 1989 : Cruising Bar
- 1991 : Amoureux fou (suggestions)
- 2008 : Cruising Bar 2
- 2009 : Le Bonheur de Pierre (consultant scénario)

## Distinctions

### Récompenses
- Festival du cinéma international en Abitibi-Témiscamingue 1991: Grand Prix Hydro-Québec, L'Homme de rêve.
- Festival des films du monde 1995 : meilleur film canadien pour L'Enfant d'eau
- Prix Gémeaux 1999 : meilleure réalisation pour une série dramatique pour Le Polock

### Nominations
- Prix Génie 1983 : meilleur film et meilleur réalisateur pour Une journée en taxi